# Kloster Jakobsberg

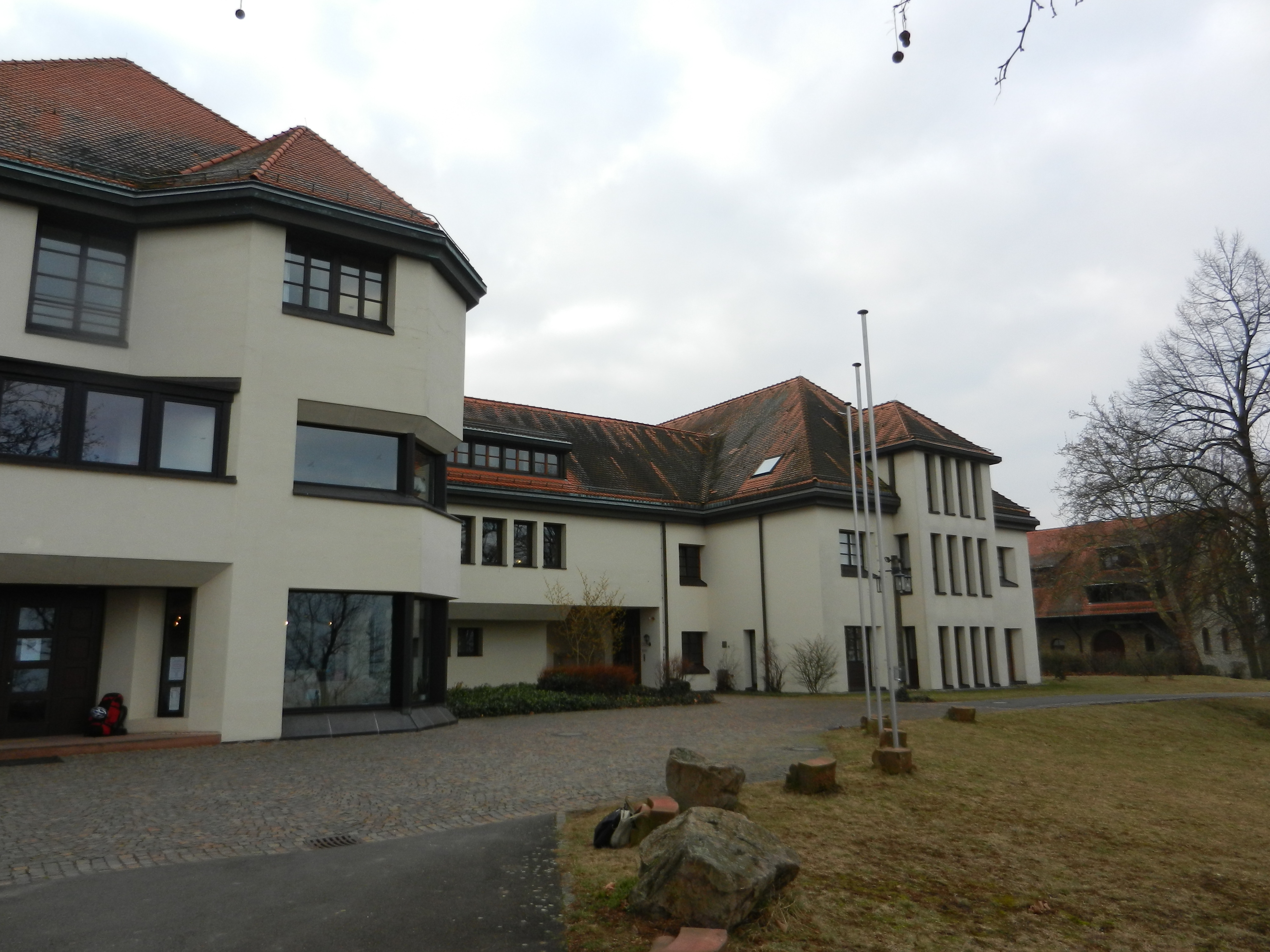
Bildungszentrum und Jugendhaus (rechts) des Priorats

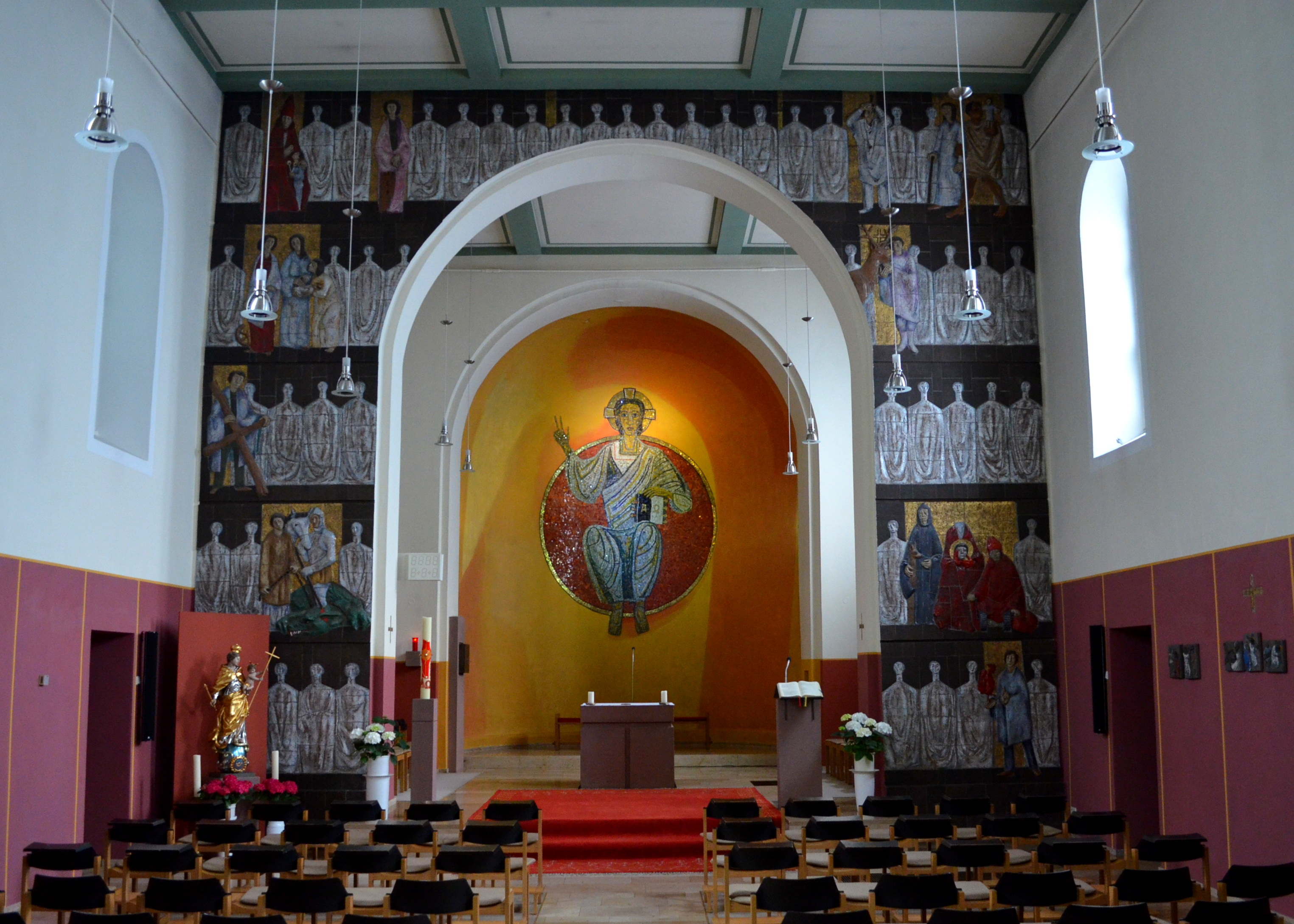
Innenraum der Klosterkirche

Das Kloster Jakobsberg, auch Priorat Jakobsberg, ist ein ehemaliges Kloster der Missionsbenediktiner auf dem Jakobsberg bei Ockenheim in Rheinhessen.

## Geschichte
Das Kloster entwickelte sich aus einer im Jahr 1720 begründeten Wallfahrt zu Ehren der Vierzehn Nothelfer. Zunächst existierte nur eine kleine Kapelle mit Eremitage. Von 1857 bis 1862 wurde die neue, heute noch bestehende Kapelle nach Plänen von Ignaz Opfermann errichtet und anschließend von Bischof Wilhelm Emmanuel von Ketteler konsekriert. Durch die Brüder Fritz, Pedro und Heinz Muth aus Worms wurde der Innenraum zwischen 1864 und 1869 mit Nazarener Bildern romantisch-religiös ausgemalt. Das anschließende Wohnhaus, das spätere „Haus St. Christoph“, wurde nur wenig später erbaut.
Auf Grund der enormen Popularität der Wallfahrt kam bereits im 19. Jahrhundert die Idee auf, eine Klostergemeinschaft mit deren Durchführung zu betrauen. Die ersten Mönche, damals Trappisten, zogen jedoch erst 1921 ein. Zwischen 1922 und 1929 wurden im Altarraum und den Nebenaltären der Kapelle Veränderungen, wie zum Beispiel der Einbau eines Chorgestühls, vorgenommen. Beeinträchtigungen des Klosterlebens bis hin zu Auflösung mussten die Mönche vom Jakobsberg während der Zeit des Nationalsozialismus hinnehmen. Nachdem die Generalleitung der Trappisten unter Druck bereits 1930 die Aufhebung der Gemeinschaft angeordnet hatte, wurde diese, mit einigem zeitlichen Verzug, im Jahre 1949 umgesetzt.
Zwischen 1951 und 1960 war im Kloster das Noviziat der Ostdeutschen Provinz des Jesuitenordens untergebracht.
Mit den Unruhen im Afrika der 1960er Jahre sahen sich viele in der Mission tätige Orden gezwungen, ihre Mitbrüder aus den Krisenregionen abzuberufen, um einer Ausweisung zuvorzukommen. Daher erwarben am Ende dieses Jahrzehnts die Missionsbenediktiner von St. Ottilien die Gebäude auf dem Jakobsberg. Die erste Gruppe von Mönchen zog am 31. Januar 1961 ein.
Der Chorbogen wurde 1972 mit farbigen Keramikreliefs der 14 Nothelfer verkleidet. Dieser Chorbogen trennt den Altarraum vom Langschiff. Ein 4,5 m hohes Pantokrator Glasmosaik der Künstler Peter Paul Etz, damals Dozent an der Landeskunstschule in Mainz, und Gustel Stein (Mainz) wurde 1952/53 entworfen und in der Apsis ausgeführt.
In den Jahren 1983 und 1990 wurden neue Gebäude (Kloster, Bildungshaus, Jugendhaus) errichtet und renoviert. Diese dienen seitdem als Bildungsstätte und Kulturzentrum der Diözese Mainz und der Benediktiner auf dem Kloster Jakobsberg. Im Februar 2009 wurde erneut eine sechsmonatige Renovierungsphase abgeschlossen. Der Altar aus 1,2 Tonnen schwerem rotem Sandstein als zentraler Punkt rückte mehr zum Kircheninnern zu, Ambo und Tabernakel bilden heute eine Achse im Chorraum.
Die Missionsbenediktiner haben den Jakobsberg Anfang 2023 verlassen, er soll zum geistlichen Zentrum des Bistums Mainz ausgebaut werden.

## Galerie

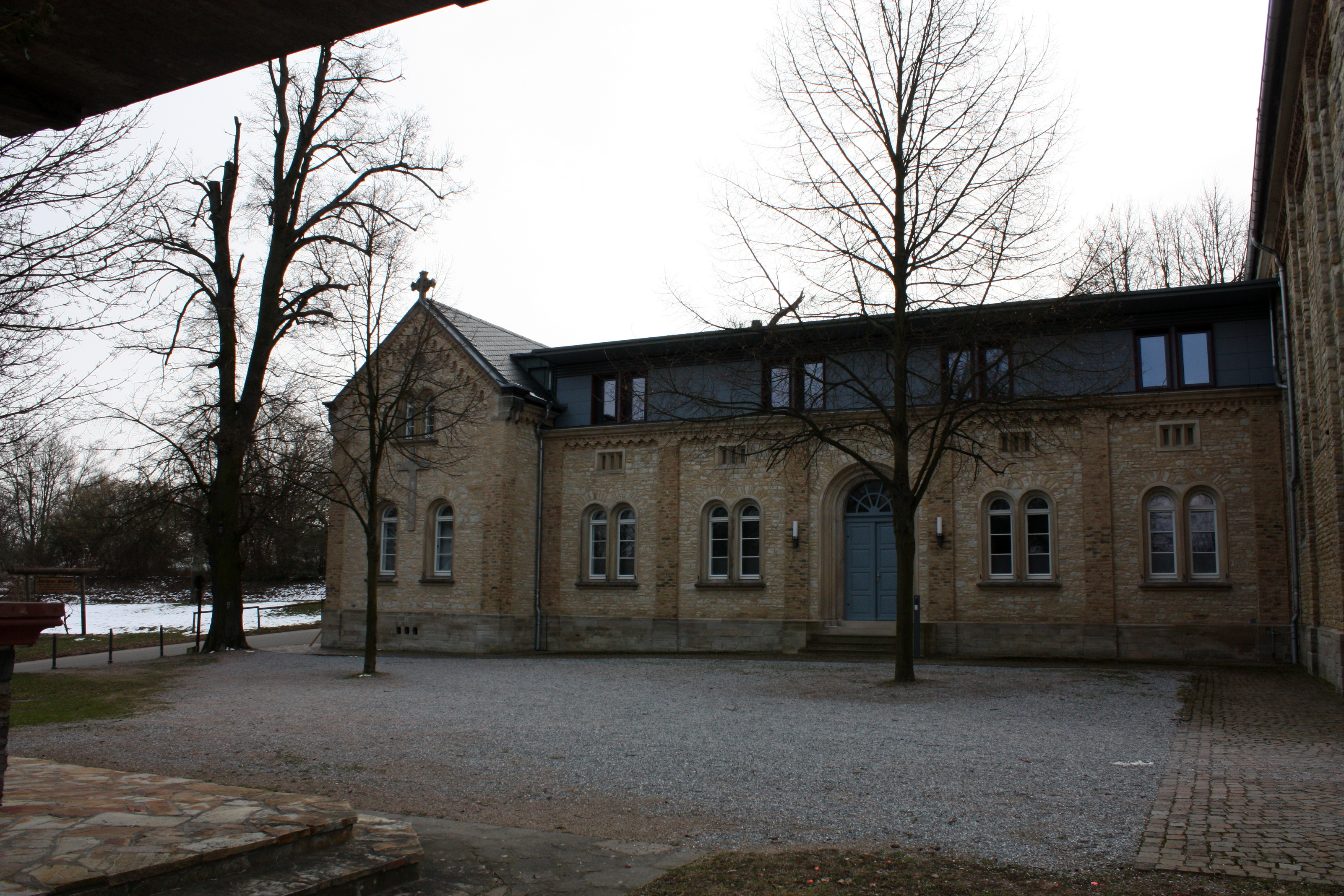
Haus St. Christoph
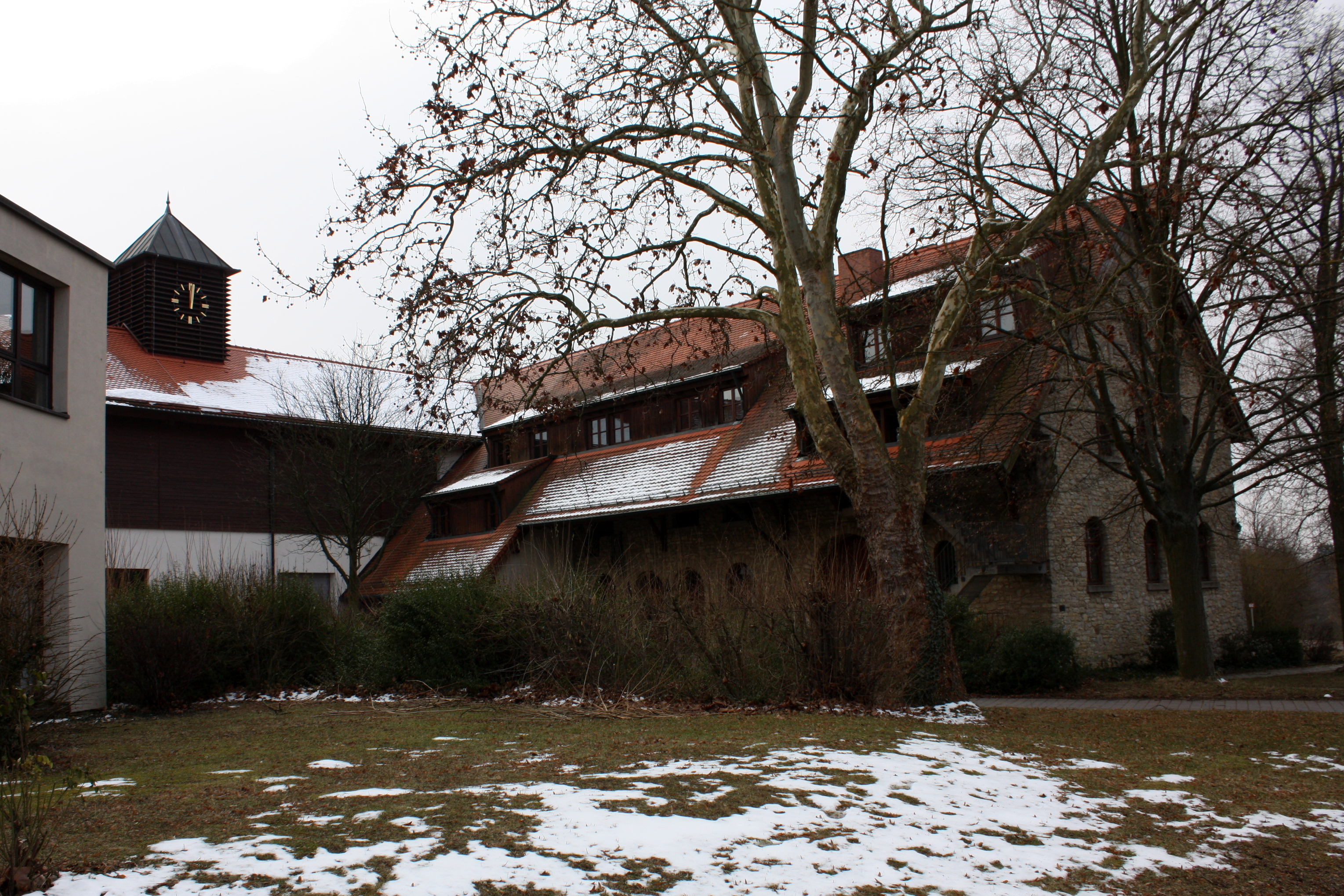
Jugendhaus St. Georg
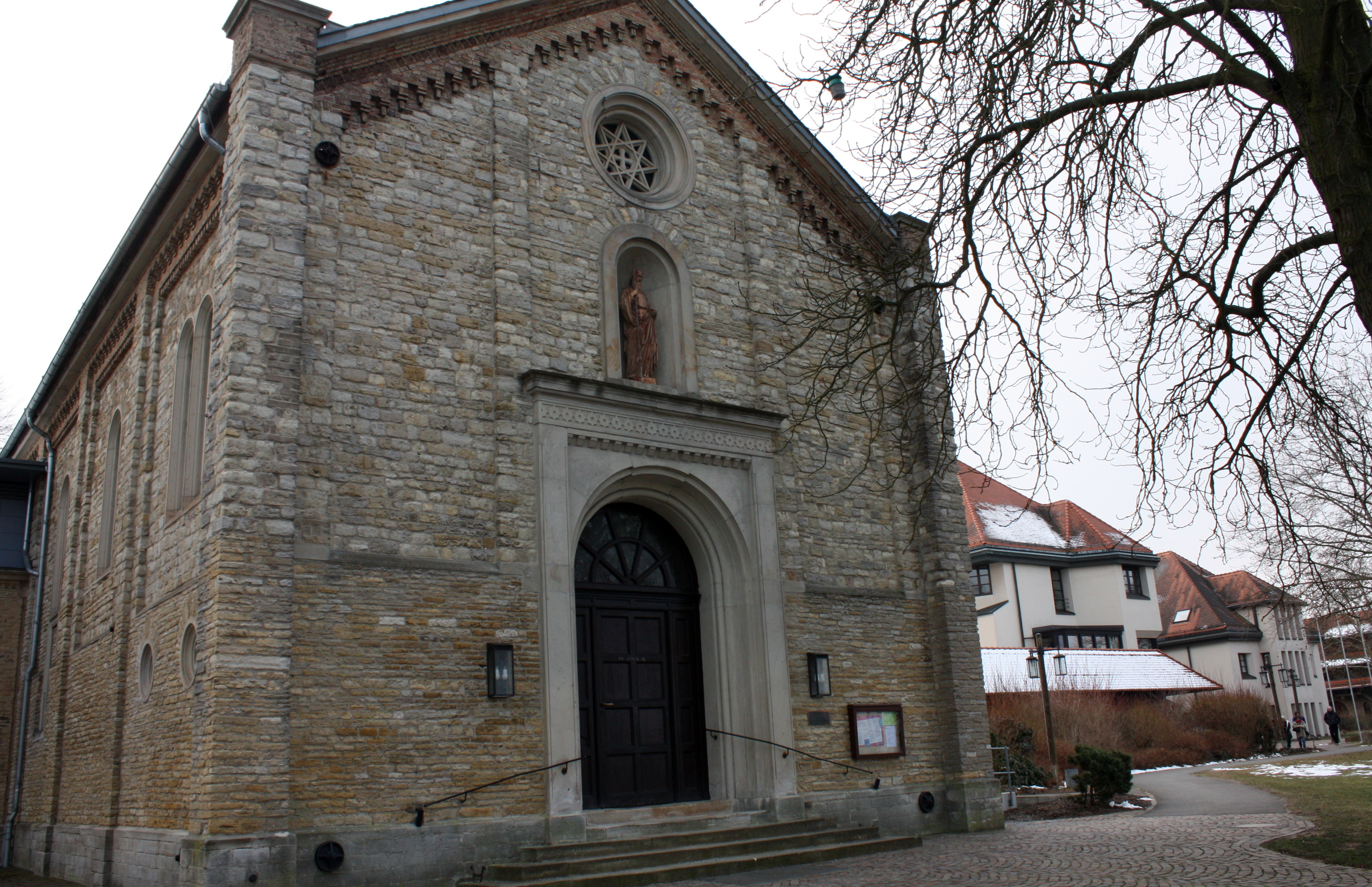
Kirche zu den Vierzehn Nothelfern
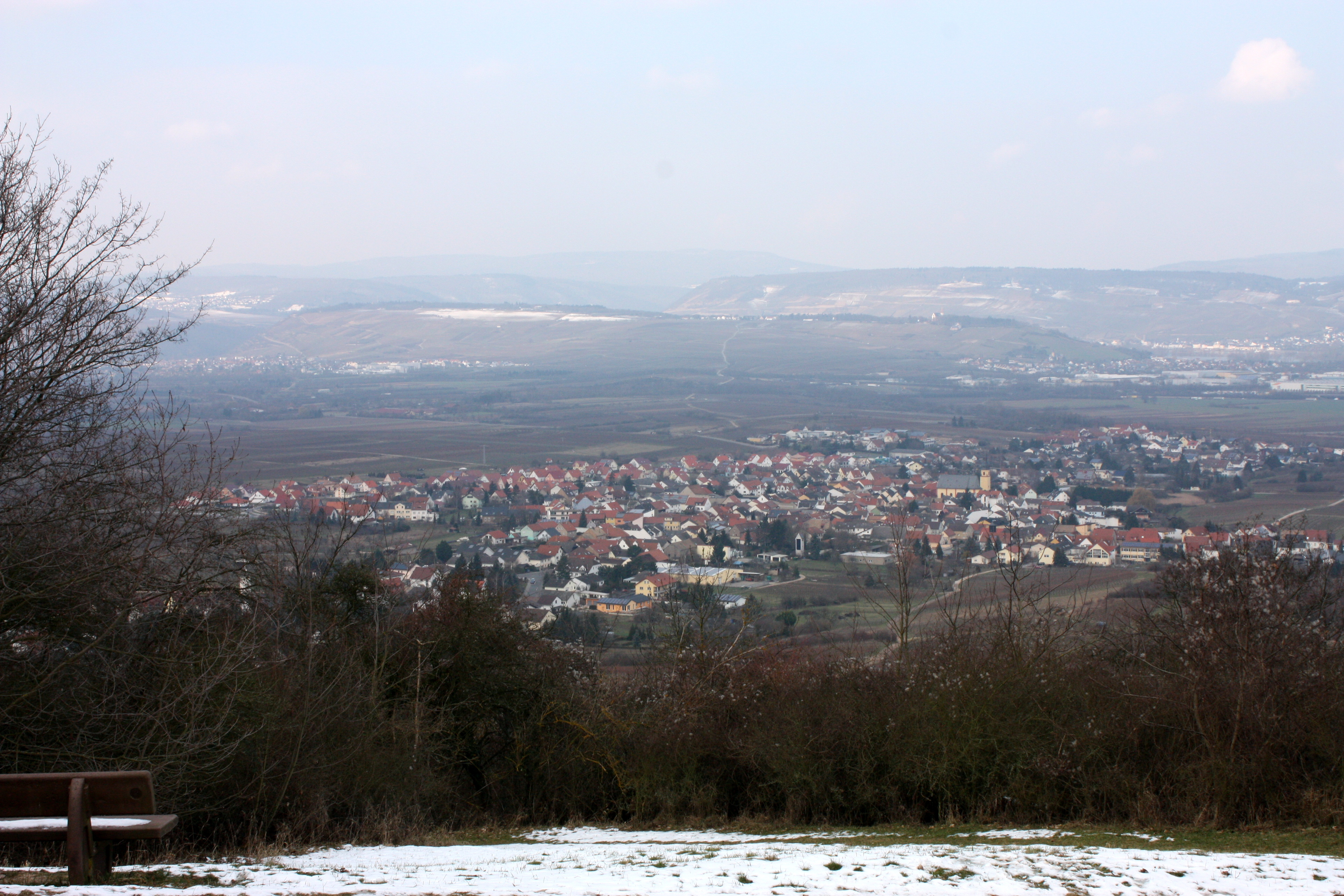
Blick auf Ockenheim vom Jakobsberg